# David Caldwell (atleta)
David Story Caldwell (Byfield, 27 aprile 1891 – 6 gennaio 1953) è stato un atleta statunitense.
Gareggiò negli 800 m alle Olimpiadi estive del 1912 e si classificò al quarto posto.
Nel 1915 Caldwell vinse il titolo AAU indoor di 1.000 iarde; all'aperto fu secondo su 880 yd nel 1912 e terzo nel 1915. Dopo la laurea presso l'Università del Massachusetts, Caldwell divenne un agricoltore nel nord-est del Massachusetts. Ha anche lavorato come direttore delle poste nella nativa South Byfield e come allenatore volontario di atletica presso la vicina Governor Dummer Academy.